# Alliance franco-russe
L'alliance franco-russe était un accord de coopération entre la France et l'Empire russe. Cet accord a été conclu en 1892 et est entré en vigueur l'année suivante. L'alliance a été dénoncée unilatéralement par le gouvernement russe installé à la suite de la révolution d'Octobre.

## Les raisons d'un rapprochement

### Les besoins russes en capitaux
Depuis les années 1880, la Russie est constamment en recherche de capitaux étrangers pour accélérer son développement industriel.

### L'alliance de revers
Durant la seconde moitié des années 1880, les hommes d'État français modifient la doctrine stratégique de leur pays.
Dans un premier temps, ces mêmes hommes d'État prennent progressivement conscience de l'incapacité de la France à affronter seul le Reich impérial ; en effet, la France n'a pas les capacités économiques, démographiques et militaires d'une nouvelle guerre avec le Reich.
Dans un second temps, les responsables français mettent ainsi un terme aux rivalités coloniales avec l'Italie, puis, dans les années 1890, des accords sont trouvés avec les Britanniques, pour délimiter les zones d'intérêt françaises et britanniques en Afrique.

## Un long cheminement

### Rapprochements

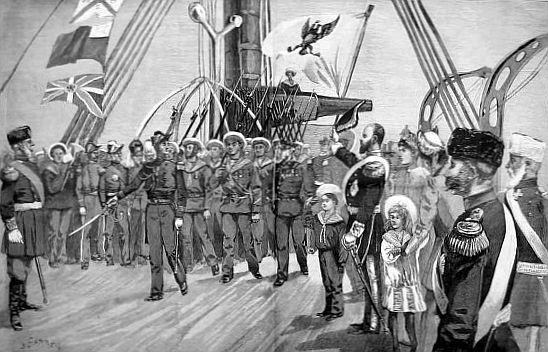
1892, la flotte française à Cronstadt.

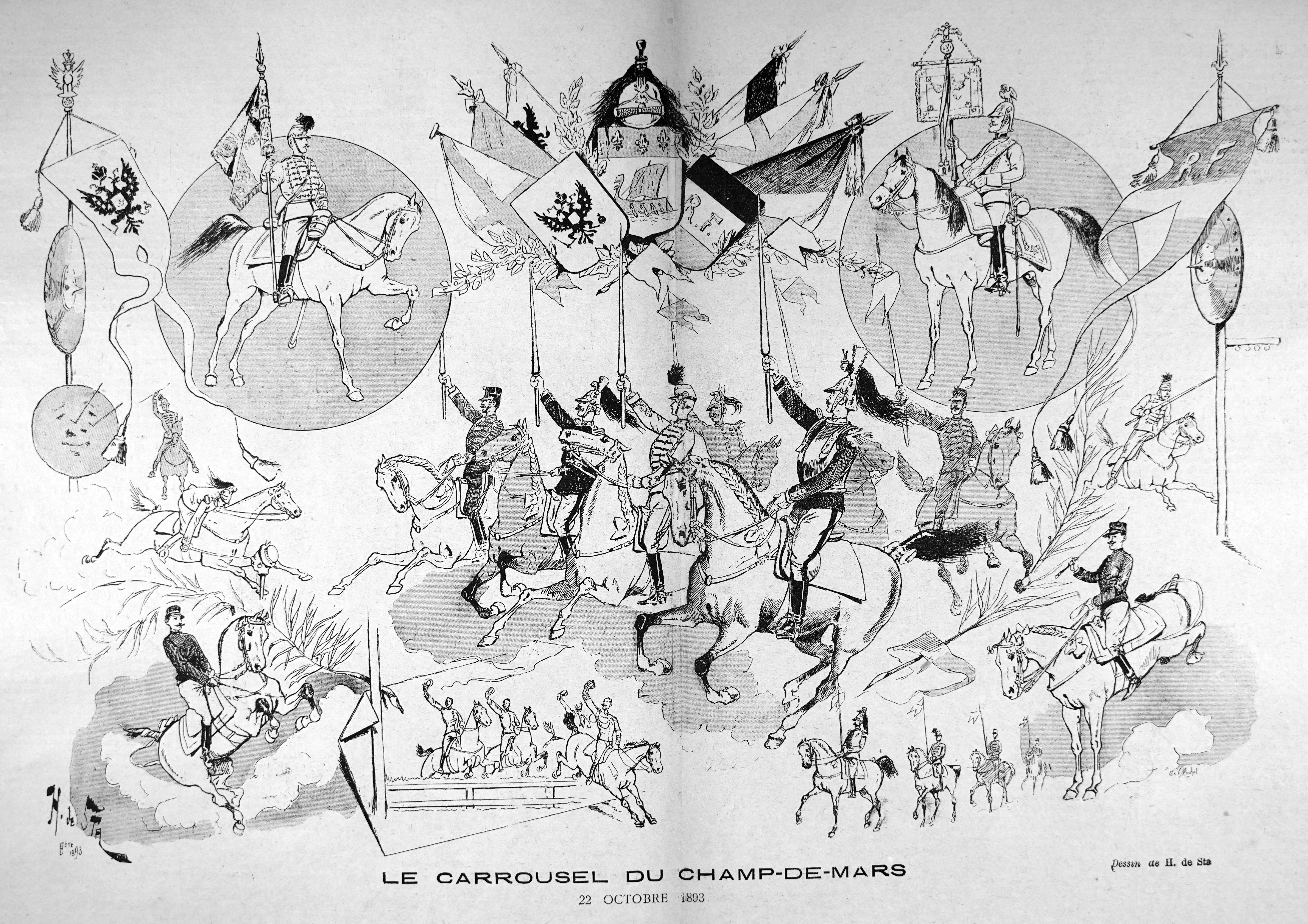
1893, fête franco-russe au Champ de Mars.

Les premiers temps du rapprochement franco-russe dans la seconde moitié des années 1880 sont marqués par le placement d'un premier emprunt russe à Paris en octobre 1888, le premier d'une longue série.
En 1892, la visite de la flotte française à Cronstadt avec à sa tête l'amiral Gervais.
En 1893, la visite de la flotte de la Baltique commandée par l'amiral Avellan à Toulon puis à Paris des autorités russes.
En 1896, la visite du tsar Nicolas II et de la tsarine en France.
En 1901 lors des grandes manœuvres de l'Est de 1901 la visite du tsar, de Dunkerque à Reims.

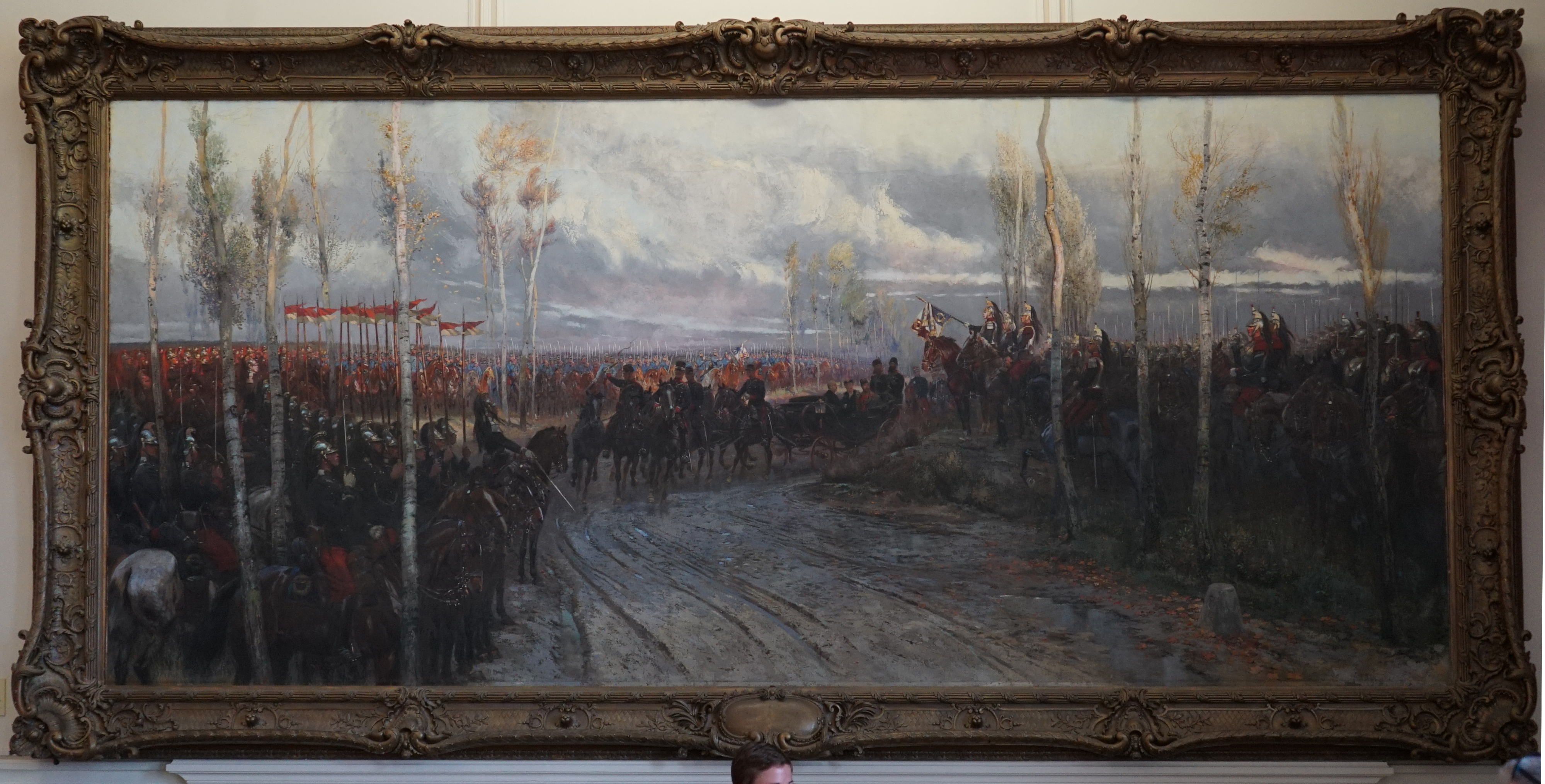
la Revue de Châlons en 1896 par Édouard Detaille.

## Évolution

### Un pilier de la Triple-Entente
Le 8 avril 1904, les représentants français et britanniques concluent un traité d'Entente cordiale, mettant un terme à leurs rivalités coloniales et maritime ; les signataires ont alors conscience de la montée en puissance du Reich en Europe et dans le monde, tandis que l'opinion publique britannique devient hostile à l'Allemagne ; parallèlement, la politique commerciale agressive menée par le Reich dans les régions connaissant traditionnellement une influence britannique prépondérante dresse les milieux économiques britanniques contre l'Allemagne. Enfin, la création d'une flotte de guerre en mesure de rivaliser avec la Royal Navy achève de dresser les dirigeants britanniques contre leurs homologues allemands.
La guerre russo-japonaise contribue aussi à rapprocher les Français et les Britanniques, d'une part, et les Russes et les Britanniques de l'autre. La Russie ayant déployé ses moyens en Extrême-Orient ne se trouve en mesure, ni de soutenir la France face au Reich dans la crise marocaine, ni de multiplier les initiatives en Asie centrale. Dans ces conditions, Edward Grey propose une négociation pour mettre un terme aux antagonismes anglo-russes, l'action de la diplomatie française aboutit à la conclusion d'un accord, signé le 31 août 1907 : les Britanniques évacuent leur mission militaire au Tibet et les Russes renoncent à leur action en Afghanistan,.

### Un nouvel esprit
À partir du début du XXe siècle, les diplomates français, aiguillonnés par Théophile Delcassé, multiplient les initiatives pour isoler le Reich : l'Italie est pratiquement détachée de la Triplice et les accords de 1904 mettent un terme aux rivalités franco-britanniques, les deux pays étant rapprochés par les annonces de renforcement de la flotte de guerre allemande.
L'alliance franco-russe n'est pas exempte d'arrière-pensées, ni de réserves. Les décideurs français s'appuient sur les milieux dirigeants russes partisans du maintien de l'alliance française, garante à leurs yeux du maintien de l'indépendance économique et politique de l'empire. Ainsi, en 1905, Vladimir Lambsdorff, alors ministre des affaires étrangères russe, s'oppose au pacte signé à Björkö par les monarques allemands et russes ; Face à l'opposition de ses ministres, conscients des conséquences financières de cet accord, le Tsar dénonce rapidement les termes de l'accord. La guerre russo-japonaise constitue également un prétexte pour les personnalités russes hostiles à l'alliance avec la France pour manifester leur opposition, reprochant par voie de presse l'attitude française « égoïste » durant le conflit. La crise consécutive à l'annexion de la Bosnie-Herzégovine par l'Autriche-Hongrie fournit une nouvelle déception aux Russes : en échange du soutien austro-hongrois à une modification du régime des Détroits, Alexandre Izvolski, ministre russe des affaires étrangères, accepte le changement de statut de la Bosnie-Herzégovine ; une fois les vilayets annexés, la diplomatie austro-hongroise, soutenue par le Reich, se récuse ; Soumis à une forte pression allemande, les Russes doivent avaliser l'annexion et abandonner la Serbie, alors en pleine confrontation diplomatique avec la double monarchie.
Cependant, par delà les atermoiements de part et d'autre, l'alliance avec la Russie demeure primordiale pour la France, toujours soucieuse de ses bonnes relations avec la Russie.

### Les accords de 1911 et 1912
Au mois d'août 1912, Raymond Poincaré, alors président du Conseil, se rend à Saint-Pétersbourg, afin de renforcer l'alliance franco-russe. En effet, conscient des lacunes et faiblesses des liens entre la France et la Russie, Poincaré souhaite rechercher un « complet accord » entre la France et la Russie, défendant une « large interprétation » des accords franco-russes : Poincaré a garanti à ses interlocuteurs à Saint-Pétersbourg un soutien français en cas d'attaque allemande.
Ce voyage est précédé en 1911 par un protocole d'état-major, précisant les obligations militaires des deux partenaires l'un envers l'autre. Le 13 puis le 16 juillet 1912, des accords militaires sont signés entre la France et la Russie : le 13, Joseph Joffre et Yakov Jilinski précisent et coordonnent les modalités de mobilisation en France et en Russie ; le 16, un accord naval est signé par les amiraux français et russes.

### Le voyage de Poincaré à Saint-Pétersbourg

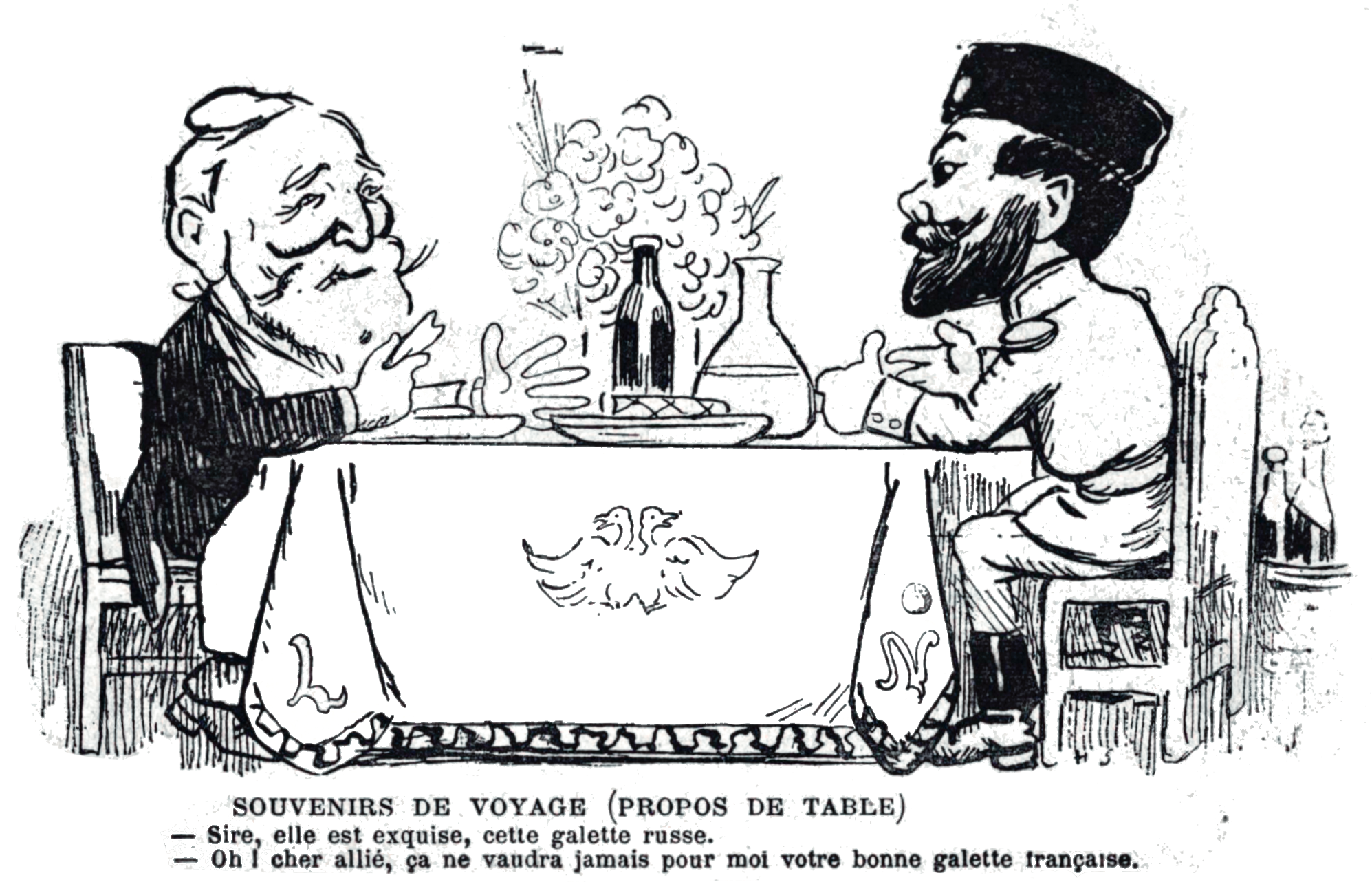
Caricature d’Henry Somm dans le Rire raillant les « avantages » du voyage diplomatique du Président Émile Loubet à Saint-Pétersbourg.

## Pendant la guerre
Le processus révolutionnaire en Russie modifie de façon fondamentale les liens entre la France et les Alliés, d'une part, et le nouveau pouvoir russe. Dans un premier temps, Pavel Milioukov, ministre des affaires étrangères du gouvernement provisoire, réaffirme les engagements pris par le gouvernement impérial, par une note circulaire adressée à ses alliés le 17 mars 1917. cette note est précisée le 21 mars par une lettre confidentielle adressée aux gouvernement français, britanniques et italiens, reconnaissant la validité des accords conclus durant la guerre. Dans un second temps, ces déclarations sont tempérées par les évolutions de la situation en Russie, Milioukov lui-même avouant aux représentants français à Petrograd que le temps lui manquait pour respecter ses engagements.
Cependant, durant l'automne 1917, la question de la participation russe au conflit, donc la pérennité de l'alliance franco-russe, se pose avec acuité. En effet, l'armée russe a perdu toute capacité militaire avec l'échec de l'offensive Kerenski au mois de juillet 1917, le soviet de Petrograd se prononce pour la conclusion de la paix avec les puissances centrales ; de plus, le 2 novembre 1917, le ministre de la guerre du gouvernement provisoire, Alexandre Goutchkov, appelle à la cessation des hostilités, mais réaffirme le caractère inébranlable de l'alliance avec la France.

## Dénonciation
Le pouvoir bolchevik, établi à Petrograd, annonce son souhait d'ouvrir des négociations d'armistice avec les puissances centrales.
Cependant, la France tente de maintenir l'alliance avec la Russie par une note commune rédigée avec les représentants italiens et britanniques : le 21 novembre 1917, un courrier adressé à Nikolaï Doukhonine, commandant en chef des armées russes, rappelle les obligations russes découlant de l'accord du 5 septembre 1914, interdisant aux signataires de conclure une paix séparée avec le Reich et ses alliés. Le gouvernement russe ne donnant aucune réponse, Georges Clemenceau, alors président du conseil français, annonce ne pas reconnaître le gouvernement en place depuis le début du mois, dénonçant dans les faits l'alliance franco-russe.